# Philippe Streiff
Philippe Streiff (La Tronche, 26 de junio de 1955-23 de diciembre de 2022) fue un piloto de automovilismo francés. 

## Biografía
Comenzó su carrera profesional en 1978 y terminó en 1988. En Fórmula 1 corrió en los equipos de Renault, Ligier, Tyrrell y AGS. En 1989 sufrió un accidente que lo dejó en silla de ruedas, durante las pruebas privadas en el circuito de Jacarepaguá, en Río de Janeiro, Brasil. Compitiendo para Ligier logró su único podio en F1 en el Gran Premio de Australia de 1985.
Por otro lado, fue campeón de la Fórmula 3 Francesa en 1981 y segundo en la edición de aquel mismo año de las 24 Horas de Le Mans, junto a Jean-Louis Schlesser y Jacky Haran.

## Resultados

### Fórmula 1
(Clave) (negrita indica pole position) (cursiva indica vuelta rápida)

| Año     | Escudería                            | 1       | 2       | 3       | 4       | 5       | 6       | 7       | 8       | 9       | 10      | 11     | 12      | 13    | 14      | 15      | 16      | Pos. | Puntos |
| ------- | ------------------------------------ | ------- | ------- | ------- | ------- | ------- | ------- | ------- | ------- | ------- | ------- | ------ | ------- | ----- | ------- | ------- | ------- | ---- | ------ |
| 1984    | Equipe Renault Elf                   | BRA     | RSA     | BEL     | SMR     | FRA     | MON     | CAN     | USE     | USA     | GBR     | GER    | AUT     | NED   | ITA     | EUR     | POR Ret | NC   | 0      |
| 1985    | Equipe Ligier Gitanes                | BRA     | POR     | SMR     | MON     | CAN     | USE     | FRA     | GBR     | GER     | AUT     | NED    | ITA 10  | BEL 9 | EUR 8   |         | AUS 3   | 15.° | 4      |
| 1985    | Tyrrell Racing Organisation          |         |         |         |         |         |         |         |         |         |         |        |         |       |         | RSA Ret |         | 15.° | 4      |
| 1986    | Data General Team Tyrrell            | BRA 7   | ESP Ret | SMR Ret | MON 11  | BEL 12  | CAN 11  | USE 9   | FRA Ret | GBR 6   | GER Ret | HUN 8  | AUT Ret | ITA 9 | POR Ret | MEX Ret | AUS 5   | 14.° | 3      |
| 1987    | Data General Team Tyrrell            | BRA 11  | SMR 8   | BEL 9   | MON Ret | USE 14  | FRA 6   | GBR Ret | GER 4   | HUN 9   | AUT Ret | ITA 12 | POR 12  | ESP 7 | MEX 8   | JPN 12  | AUS Ret | 15.° | 4      |
| 1988    | Automobiles Gonfaronnaises Sportives | BRA Ret | SMR 10  | MON DNS | MEX 12  | CAN Ret | USE Ret | FRA Ret | GBR Ret | GER Ret | HUN Ret | BEL 10 | ITA Ret | POR 9 | ESP Ret | JPN 8   | AUS 11  | NC   | 0      |
| 1989    | Automobiles Gonfaronnaises Sportives | BRA DNP | SMR     | MON     | MEX     | USA     | CAN     | FRA     | GBR     | GER     | HUN     | BEL    | ITA     | POR   | ESP     | JPN     | AUS     |      |        |
| Fuente: |                                      |         |         |         |         |         |         |         |         |         |         |        |         |       |         |         |         |      |        |